# Lucasfilm
Lucasfilm Limited er et amerikansk filmselskab grundlagt af George Lucas i 1971. Selskabet er bedst kendt for at stå bag filmserien Star Wars, og har også produceret store filmsucceser som Indiana Jones og American Graffiti.
Selskabet har haft sit hovedkontor i San Francisco i Californien siden 2005. The Walt Disney Company købte selskabet i 2012.

## Andre afdelinger inden for firmaet
Udover film- og tv-produktion findes også forskellige afdelinger for eksempel visuelle effekter, lyd, computer- og tv-spil, licensiering med mera.
- Lucasfilm Ltd. (produktion)
- Industrial Light and Magic (ILM) (visuelle effekter)
- Skywalker Sound (lyd)
- LucasArts (computer og konsolspil)
- Lucas Licensing (licensiering)
- Lucas Online (web)
- Lucasfilm Animation (digital animation)